# María Conchita (álbum)
María Conchita es el título del álbum debut de estudio grabado por la cantautora y actriz venezolano-estadounidense María Conchita Alonso. Fue lanzado al mercado por la empresa discográfica A&M Records en 1984, es el primer álbum dicha disquera. y este lo produjo el desaparecido compositor y productor musical español Juan Carlos Calderón.
Este álbum incluye temas como "Acaríciame", "Noche de copas", "La loca" y "Entre la espada y la pared" que la catapultaron al estrellato internacional, especialmente en Estados Unidos, México e Hispanoamérica.
El álbum María Conchita obtuvo una nominación para el Premio Grammy a la Mejor Interpretación de Pop Latino en los 27°. edición anual de los Premios Grammy, celebrada el martes 26 de febrero de 1985.

## Lista de canciones
Todas las canciones escritas y compuestas por Juan Carlos Calderón, excepto (*) "La loca" escrita por Las Hermanas Diego.

| María Conchita |                                                            |                      |          |  |
| N.º            | Título                                                     | Escritor(es)         | Duración |  |
| 1.             | «Acaríciame»                                               | Juan Carlos Calderón | 4:20     |  |
| 2.             | «Noche de copas»                                           | Juan Carlos Calderón | 3:33     |  |
| 3.             | «La loca»                                                  | Las Hermanas Diego   | 3:58     |  |
| 4.             | «Cadenas»                                                  | Juan Carlos Calderón | 3:43     |  |
| 5.             | «Decir te quiero»                                          | Juan Carlos Calderón | 2:50     |  |
| 6.             | «Entre la espada y la pared»                               | Juan Carlos Calderón | 4:03     |  |
| 7.             | «Amor de magrugada»                                        | Juan Carlos Calderón | 4:18     |  |
| 8.             | «Dame un poquito de tu amor» (Gimme A Little Of Your Love) | Juan Carlos Calderón | 5:43     |  |
| 9.             | «Eres tan real»                                            | Juan Carlos Calderón | 3:40     |  |

© MCMLXXXIV. A&M Records.

## Créditos y personal
- Músicos: Herb Alpert, Mike Baird, Bill Cuomo, Nathan East, Gary Gertzweig, Benny Faccone, Paulinho De Costa, Paul Jackson Jr., Jimmy Maelen, Brian Mann, Lou Marini, Tim May, John Robinson.

Armando Noriega, Lee Ritenour, Steve Rucker. 
Coros: Maxine y Julia Waters, Marie Cain. 
- Letra y música: Juan Carlos Calderón, excepto lo señalado.
- Arreglos y dirección: Juan Carlos Calderón, Steve Rucker.
- Grabación y mezcla: Rick Pekonnen, Alan Hirschberg, Jeremy Smith.
- Estudios: Studio Sound Recorders, Nueva York, Nueva York, EE. UU., Ocean Way Recording, Record Plant Studio Hollywood, California, EE. UU.
- Asistente: Brian Stoot, Stephen Gálvez.
- Coordinación: Brian Schmidt, Patti Freiser.

## Versiones
- Los temas: Noche de copas y Acaríciame forman parte del Soundtrack del exitoso musical mexicano Mentiras: el musical, basado en las canciones en español más exitosas en México durante los años 80, estrenado en 2009.
- La cantante mexicana María José versiono el tema Acariciame para su álbum Amante de lo ajeno en 2009.
- La cantante mexicana Yuridia versiono el tema Noche de copas para su álbum Para mí en 2011. Este tema también ha sido versionado por Edith Márquez en su álbum tributo a Juan Carlos Calderón.